# Масиняно
Масиня̀но (на италиански: Massignano) е село и община в Централна Италия, провинция Асколи Пичено, регион Марке. Разположено е на 255 m надморска височина. Населението на общината е 1684 души (към 2011 г.).